# Zingiber inflexum
Zingiber inflexum là một loài thực vật có hoa trong họ Gừng. Loài này được Carl Ludwig Blume miêu tả khoa học đầu tiên năm 1827.
Tên gọi thông thường trong tiếng Sunda là tongtak, trong tiếng Java là peseot idju hay penseot.

## Mẫu định danh
Mẫu định danh: Không số, thu thập tại Java. Một mẫu khác là Nagata K.M. 2311; thu thập ngày 13 tháng 5 năm 1981 tại Vườn Thực vật miền núi tại Cibodas, tỉnh Tây Java, ở tọa độ khoảng 6°49′26″N 107°40′41″Đ / 6,82389°N 107,67806°Đ. Mẫu này lưu giữ tại Vườn Thực vật Hoàng gia tại Edinburgh (E).

## Từ nguyên
Tính từ định danh inflexum (giống đực: inflexus, giống cái: inflexa) là tiếng Latinh; nghĩa là cong, uốn cong vào, cụp trong. Ở đây để nói tới các lá bắc với mép uốn cong vào trong, cụp trong của loài này.

## Phân bố
Loài này là bản địa/đặc hữu đảo Java; có tại tỉnh Tây Java (núi Pangrango và núi Gede ở Cibodas, huyện Cianjur) và tỉnh Trung Java (đảo Nusa Kambangan, Madjenang, núi Sindoro), Indonesia. Môi trường sống là rừng, ở cao độ 150–700 m.

## Phân loại
Schumann (1904) xếp Z. inflexum trong tổ Lampugium (= Zingiber).

## Mô tả
Cây thảo lâu năm, cao trung bình. Thân rễ ngắn, có củ treo. Thân lá phẳng; bẹ có sọc, dạng màng, nhẵn nhụi; lưỡi bẹ chẻ tới đáy, các thùy lớn, hình trứng-thuôn dài thuôn tròn, thanh mảnh, dạng màng, có lông tơ, dài tới 13 mm. Lá từ không cuống tới có cuống ngắn, dài 8–12 mm, rộng, có rãnh, men xuống, thanh mảnh; phiến lá màu xanh lục nhạt, không mùi, thẳng-hình mác thon nhỏ dần, đỉnh nhọn thon, đáy nhọn hẹp, mặt trên nhẵn nhụi, mặt dưới (khi non) và dọc gân giữa có lông tơ nhỏ nhưng dài áp ép rải rác, dài 14-25(-32) cm, rộng 2-4,5-(8) cm, khi khô mặt trên màu nâu hạt dẻ mặt dưới màu nâu đỏ. Cán hoa mọc thẳng đứng, thuôn dài, dài 15–40 cm, có vảy. Cành hoa bông thóc hình trứng ngược tới hình cầu ép dẹp hoặc hình elipxoit, dài 10 cm, rộng 8 cm. Lá bắc thuôn dài-hình trứng ngược tới hình trứng, hình elip rộng, tới 4,5 cm × 3,5 cm, mép rộng, dạng màng, như thủy tinh, gần như có gờ, cụp trong, đỉnh thuôn tròn, uốn ngược, mập, màu xanh lục nhạt chuyển thành đỏ tươi khi tạo quả, khi khô màu vàng, hai mặt nhẵn nhụi, có sọc, dài 3-3,5 cm. Lá bắc con dài 4 cm, hình mác-hình trứng, mép xoắn, đỉnh nhọn có răng cưa nhỏ. Đài hoa hình ống, màu trắng thạch cao tuyết hoa, dài 2-2,7 cm, phần lưng nửa cố định, đỉnh gần rộng đầu tới tù 3 răng, các răng trung bình, ngắn. Ống tràng ngắn hơn lá bắc con, dài tới 3,2 cm, màu vàng. Cánh hoa dài ~2,2 cm, màu vàng, như thủy tinh, nhọn, khoảng 1/4 phía dưới hợp sinh. Cánh môi hình trứng, màu tím sẫm có đốm trắng, ngắn hơn cánh hoa, các thùy bên nhỏ hơn nhiều, hình trứng, bao quanh và gần như quấn xung quanh nhị hoa. Nhị hoa màu vàng. Bao phấn màu vàng nhạt. Phần phụ kết nối trên đỉnh cong, màu vàng nhạt, dài bằng bao phấn. Bầu nhụy nhẵn nhụi. Nở hoa tháng 2. Quả màu trắng.